# Astra 1M
Az Astra 1M egy luxemburgi kommunikációs műhold.

## Küldetés
A műhold biztosítja a teljes körű televíziós műsorszóró szolgáltatást, beleértve a HDTV és más fejlett audiovizuális és a széles sávú szolgáltatásokat. Szolgáltatást Európában, Közel-Keleten, Afrikában és a Nyugat-Ázsiában végez.

## Jellemzői
Gyártotta a EADS Astrium (francia), üzemeltette a Société Européenne des Satellites-Astra (SES Astra) Európa műhold üzemeltető magáncége. A SES Astra 16 műholdat üzemeltet, öt különböző zónában, 2433 televíziós és rádiós csatornán, elér mintegy 117 millió otthont.
Megnevezései:  COSPAR:2008-057A; SATCAT kódja: 33436.
2008. november 5-én a Bajkonuri űrrepülőtérről, az LC-200/39. számú indítóállványról egy Proton-M (Briz-M) hordozórakétával állították közepes magasságú Föld körüli pályára (MEO = Medium Earth Orbit). Az orbitális pályája 1435,9 perces, 0,1° hajlásszögű, Geoszinkron pálya perigeuma 35 770 kilométer, az apogeuma 35 795 kilométer volt.
Alakja téglatest, méretei 4,0 x 2,4 x 2,9 méter, tömege 5345 kilogramm. Szolgálati idejét 15 évre tervezték. Három tengelyesen stabilizált (Nap-Föld érzékeny) űreszköz. 66 televíziós csatorna, valamint videó és internet szolgáltatást végez. Telemetriai szolgáltatását antennák segítik. Információ lejátszó KU-sávos, 32 (26 aktív+6 tartalék) + 4 Ka transzponder biztosította Európa lefedettségét. Az űreszközhöz napelemeket (gallium- arzenid) rögzítettek (kinyitva 35 méter; 10 kW), éjszakai (földárnyék) energia ellátását újratölthető kémiai akkumulátorok biztosítotják. A stabilitás és a pályaelemek elősegítése érdekében (monopropilén hidrazin) gázfúvókákkal felszerelt.